# Clément Turpin
Clément Turpin (Oullins, 16 maggio 1982) è un arbitro di calcio francese.

## Carriera
Dal 2008 arbitra in Ligue 1, la massima serie francese.
Nel dicembre 2009, all'età di 27 anni, riceve la nomina ad arbitro internazionale, con decorrenza dal 1º gennaio 2010: si tratta del più giovane fischietto francese di sempre, a raggiungere questo traguardo. Pochi mesi dopo, nel maggio dello stesso anno, esordisce in una sfida tra nazionali maggiori, dirigendo un'amichevole, valida come preparazione al campionato del mondo 2010, disputatasi in Francia tra Paraguay-Costa d'Avorio.
Nel 2011 è convocato dall'UEFA per il vampionato europeo under 19 in programma in Romania. Nell'occasione, dirige due partite della fase a gironi ed una semifinale. Nell'ottobre dello stesso anno, dopo aver diretto un play-off, fa il suo esordio anche nella fase a gironi della UEFA Europa League, dirigendo un match della terza giornata, tra Sporting-Vaslui. Nel febbraio 2014 fa il suo esordio nella fase ad eliminazione diretta di UEFA Europa League, venendo designato per un sedicesimo di finale. Nel settembre 2014 dirige la sua prima gara nella fase a gironi di UEFA Champions League: Maribor-Sporting. Nel 2015 è selezionato dall'UEFA in vista del campionato europeo under 21 dove ha diretto due gare della fase a gironi.
Il 15 dicembre 2015 viene ufficialmente selezionato per il campionato d'Europa 2016 in Francia, e il 2 maggio 2016 arriva per lui la nomina a dirigere anche al torneo olimpico maschile di Rio de Janeiro 2016. All'europeo 2016 ha diretto due gare della fase a gironi: Austria-Ungheria (0-2) del 14 giugno a Bordeaux, e Irlanda del Nord-Germania (0-1) del 21 giugno a Parigi. Al torneo olimpico debutta il 4 agosto dirigendo a Manaus l'incontro del gruppo "B" tra Nigeria e Giappone. Il 10 agosto a Brasilia ha il suo secondo impegno, dirigendo la gara tra la Repubblica di Corea e il Messico, terza gara nel gruppo "C". Nel novembre 2017 è designato dalla FIFA per dirigere il ritorno dello spareggio intercontinentale tra Perù-Nuova Zelanda, valido per l'accesso al campionato del mondo 2018 im Russia. Nel dicembre 2017 è selezionato dalla FIFA in qualità di VAR alla Coppa del mondo per club FIFA 2017.
Il 29 marzo 2018 viene selezionato ufficialmente dalla FIFA per il mondiale russo.. Il successivo 7 maggio l'UEFA comunica la sua designazione come quarto ufficiale nella finale di UEFA Champions League, in programma il 26 maggio 2018]presso lo stadio Olimpico di Kiev tra Real Madrid e Liverpool. Al mondiale di Russia è designato per due gare della fase a gironi.
Nel maggio 2021 viene designato per la finale della UEFA Europa League tra Villarreal e Manchester Utd.. L'11 maggio 2022 viene designato per dirigere la finale della UEFA Champions League a Parigi tra Liverpool e Real Madrid.. Il 16 maggio 2023 dirige il ritorno dell'euro-derby in semifinale di UEFA Champions League tra Milan e Inter. Il 23 aprile 2024 la UEFA lo ha convocato per il campionato d'Europa 2024 in Germania, insieme al collega François Letexier, agli assistenti Cyril Mugnier, Mehdi Rahmouni, Nicolas Danos e Benjamin Pages, e ai VAR Jérôme Brisard e Willy Delajod.